# Luís Moura Neves Fernandes
Luís Filipe de Moura Neves Fernandes (Abrantes, Santarém), 2 de Outubro de 1936), é um antigo médico, investigador, professor e cirurgião.
Nascido em Abrantes, cedo foi para Lisboa, onde frequentou o Liceu Camões, tendo ingressado de seguida no Hospital Santa Maria, onde se licenciou, doutorou e leccionou como Professor Assistente.
Foi, durante várias décadas, presidente do Conselho de Administração do Hospital de Abrantes, tendo sido também galardoado com a Medalha de Mérito pelo Ministério da Saúde e pela Câmara Municipal de Abrantes, pelos serviços prestados à cidade. É, actualmente, o Presidente da Liga de Amigos do Hospital de Abrantes.
O seu Pai, Dr. Manuel Fernandes, foi um histórico Abrantino, e o grande impulsionador do desenvolvimento da cidade de Abrantes na primeira metade do século XX.
Tem duas filhas do seu primeiro casamento, com Maria do Rosário Lauret Pereira de Oliveira.